# نرخ دوبرابر داده‌ها

A comparison between single data rate, double data rate, and quad data rate.

در یک سیستم کامپیوتری مسیر داده‌ای که با روش نرخ دوبرابر داده‌ها یا DDR (به انگلیسی: Double data rate) عمل می‌کند داده‌ها را در هر دو لبه بالا رونده و پایین رونده به ازای هر کلاک سیستم انتقال می‌دهد. آهنگ داده دو برابر با نام‌های دیگری از قبیل تلمبه زنی دو برابر، تلمبه زنی دوتایی و انتقال دو برابر نیز شناخته می‌شود.

ساده‌ترین را برای طراحی یک مدار الکترونیکی بر پایه کلاک این است که کاری کنیم که در هر سیکل کامل (بالا و پایین) یک انتقال انجام شود. اگرچه در این حالت به ازای هر انتقال، کلاک سیستم دو بار تغییر می‌کند در صورتی که خط داده فقط یکبار تغییر می‌کند. در سیستم‌های با پهنای باند بالا محدودیت‌هایی که برای رسیدن یک سیگنال بی عیب و نقص به مقصد وجود دارد بر فرکانس کلاک سیستم تأثیر می‌گذارد. اما با استفاده از هر دو لبه بالا رونده و پایین رونده کلاک، خط داده با وجود محدودیت فرکانسی عمل کرده ولی آهنگ تبادل اطلاعات دو برابر می‌شود.